# Labastide-sur-Bésorgues
 Labastide-sur-Bésorgues  es una población y comuna francesa, ubicada en la región de Ródano-Alpes, departamento de Ardèche, en el distrito de Privas y cantón de Antraigues-sur-Volane.

## Demografía
| 327 | 248 | 189 | 183 | 192 | 176 |
| Para los censos de 1962 a 1999 la población legal corresponde a la población sin duplicidades (Fuente: INSEE [Consultar]) |     |     |     |     |     |